# Neue Zürcher Zeitung

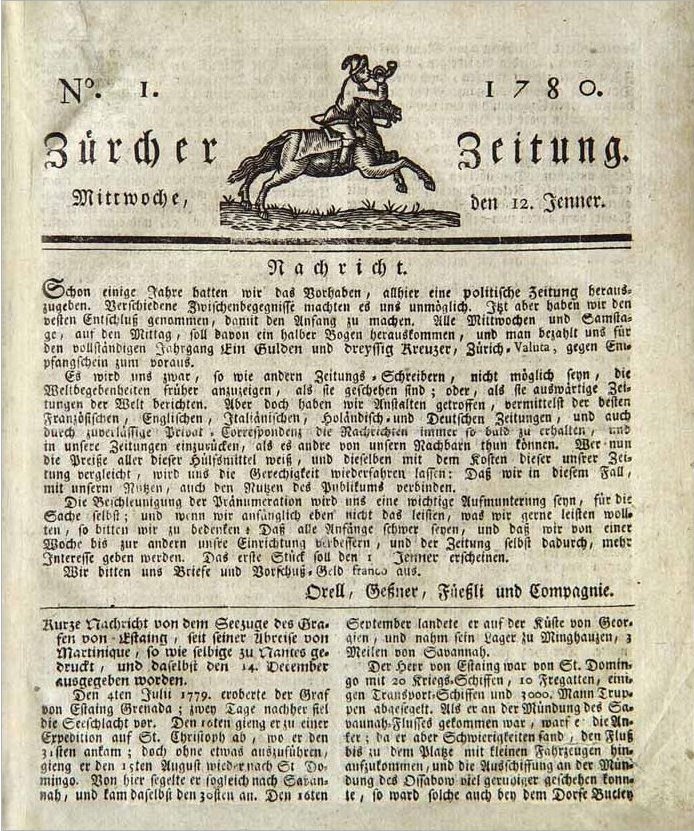
Primeira edição de 1780.

A Neue Zürcher Zeitung (NZZ) é um jornal diário e uma empresa de mídia suíça com sede em Zurique. Publicado pela primeira vez em 1780 (sob título Zürcher Zeitung) pelo pintor e poeta Salomon Gessner o jornal é o mais antigo da Suiça ainda em circulação. A tiragem média diária vendida em 2011 foi de 132.670 exemplares (dos quais 110.819 assinaturas).
Com tendências liberais e próximo ao partido suíço FDP.Die Liberalen a Neue Zürcher Zeitung é um dos jornais mais influentes da Suíça e é considerado um dos jornais de maior prestígio na Europa.

## Produtos
O nome NZZ é usado para uma variedade de outros produtos como:
- NZZ Online, versão online do jornal com notícias, artigos e temáticas sobre diversos assuntos
- NZZ am Sonntag, edição no domingo
- NZZ Folio, revista mensal
- NZZ Fokus, dossier
- NZZcampus, publicações para estudantes
- Z – Die schönen Seiten, revista
- NZZ Format, programa de televisão
- NZZ Libro, editora da NZZ
- NZZexecutive.ch, site de carreiras e recrutamento para empregadores
- NZZdomizil.ch, portal para imóveis
- NZZ-Vademecum, vade-mécum linguístico-técnico da NZZ

## Participações
O Grupo NZZ, desde 1868 uma empresa de capital aberto, possui diversas participações em jornais e revistas, entre outros:
- St. Galler Tagblatt, jornal diário
- Neue Luzerner Zeitung, jornal diário
- Werdenberger & Obertoggenburger, jornal regional
- Anzeiger St. Gallen, revista semanal
- Tagblatt der Stadt Zürich, diário oficial de Zurique
- Swiss Equity Magazin, revista econômica
- Smash, revista de tênis

Além disso é dona de duas emissoras de televisão e duas estações de rádios:
- Tele Ostschweiz
- Tele 1
- Radio FM1
- Radio Pilatus

## Literatura
- Neue Zürcher Zeitung und schweizerisches Handelsblatt (NZZ). Neue Zürcher Zeitung, Zurique 42.1821, 2 de julho-ff. ISSN 0376-6829
- Thomas Maissen: Die Geschichte der NZZ 1780–2005. NZZ Libro, Zurique 2005. ISBN 3-03823-134-7
- Thomas Maissen: Vom Sonderbund zum Bundesstaat. Krise und Erneuerung 1798–1848 im Spiegel der NZZ. Zurique 1998, ISBN 3-85823-742-6.
- Conrad Meyer: Das Unternehmen NZZ 1780–2005. NZZ Libro, Zurique 2005. ISBN 3-03823-130-4
- Urs Hafner: Aus den Anfängen der NZZ. Texte und Kommentare. NZZ Libro, Zurique 2006.